# Triphysaria chinensis
Triphysaria chinensis är en snyltrotsväxtart som först beskrevs av Hong De-Yuan, och fick sitt nu gällande namn av Hong De-Yuan. Triphysaria chinensis ingår i släktet Triphysaria och familjen snyltrotsväxter. Inga underarter finns listade i Catalogue of Life.